# Command & Conquer: Yuri’s Revenge
A Command & Conquer: Yuri's Revenge egy valós idejű stratégiai játék, amit a Westwood Pacific fejlesztett és 2001. október 10-én jelent meg PC-re. A játék a 2000-ben megjelent Command & Conquer: Red Alert 2 kiegészítője. A történet a titokzatos egykori szovjet figura, Yuri körül forog, aki korábbi munkaadójától felszabadulva titkos magánhadsereget hozott létre, és világuralomra akar törni.
A játék grafikailag ugyanazt a motort használja, mint az alapjáték, a zenei hanganyagát a korábbi Command & Conquer játékhoz hasonlóan ugyancsak Frank Klepacki szerezte, de a kiegészítőben minden egység egyedi hangon szólal meg.

## Történet
A Yuri's Revenge története a Red Alert 2 kampányából indul ki, pontosabban a szövetséges erők győzelmével kezdődik; a szovjetek vereségét követően a "Soviet Psychic Corps" formális vezetője, Yuri elbujdosik, hogy aztán ún. „pszichikai uralkodókkal” (Psychic Dominator) átvehesse az irányítást az egész világ felett. 

### Szövetséges hadjárat
A szövetséges hadjárat San Franciscóban kezdődik, ahol Albert Einstein időgépét kell megvédeni, hogy aztán visszautazva az időben megakadályozzák Yuri elmeirányító épületének felépítését az Alcatrazon. Ezt követően hadjáratba fognak, hogy lerohanják Yuri titkos bázisait az Egyesült Államokban, Egyiptomban és Ausztráliában. Yuri később eltervezi a világ vezető hatalmait képviselő politikusok klónozását, de a Szövetség ezt is sikeresen elhárítja, így ő a londoni szövetséges-szovjet békekonferencián próbál szerencsét. A végső csata az Antarktiszon folyik, hogy aztán az időutazással Ben Carville tábornokot megmentsék, és a legelejétől elszabotálják Yuri világuralmi tervét.

### Szovjet hadjárat
A szovjetek a szövetségeseket követve kapcsolódnak be a háborúba, amikor a Londonban fogságba esett szovjet Romanov főtitkár értesül a Szövetség időutazó tervéről. Egy különítmény San Franciscóba utazik, hogy megszerezzék az időgépet, amivel aztán vissza is utaznak pár millió évet a dinoszauruszokhoz, mivel nem sikerült eléggé feltölteni energiával a gépet. A kréta-kori küldetés alatt Tyrannosaurusokkal kell megküzdeni, és miután a mérnökök sikeresen kijavítják a hibákat, újra visszatérnek San Franciscóba, a szovjet invázió előestéjére, hogy a szövetséges erők helyett ők semmisítik meg a Psychic Dominatort.
A jövőből jött szovjet erők a múltbeli Moszkvába utaznak, hogy figyelmeztessék a főtitkárt és hadvezetését az elkövetkező világháború vereségére, és Yuri rejtett üzelmeire. A szovjetek Németországba mennek, hogy Einstein laborját felszámolva megakadályozzák az ún. Chronosphere technológia felfedezését, ami jelentősen megnehezítené a jövőbeli szovjet hadjárat sikerét. A küldetés teljesítése az idővonalak menetét is megváltoztatja, a Szövetség megadja magát, így a szovjetek elkezdhetik felkutatni az árulót.
Londonban a szovjetek lerombolják a helyi dominátort, ám a főtitkár Marokkóban reked, ki kell szabadítani. Ezután egy, az Északi-Csendes-óceán területén fekvő ismeretlen szigetre tart a vörös had, ahol megtalálják Yuri titkos kilövőállomását, amit elfoglalva egyenesen a Holdon lévő egyik főhadiszállására indulnak. Égi kísérőnk speciális közegében hagyományos gyalogság illetve a közönséges rakéta- vagy löveg-alapú fegyvereket használó páncélosok és repülők nem alkalmazhatóak, ezért a főhaderőt az olcsón kiképezhető és gyors, lézerfegyveres kozmonauták alkotják majd, a győzelmet követően pedig Yuri meghátrál, visszatér ősei otthonába, a romániai Erdélybe. Kastélyát védelmező erőit egy-egy manipulált szövetséges és szovjet bázissal egészítette ki, őket felszabadítva kell végső csapást mérni. Yurit nem találják a kastély romjai alatt, mivel korábban már elhagyta szállását, és megszerezte az időgépet, ám elszámította magát, a szerkezetben újfent fellépő energiahiány miatt egymaga utazik vissza az őshüllők korába, ahol egy T-Rex felfalja.

## Játékmenet
A Yuri's Revenge játékmenete nem különbözik a Red Alert 2-étől, továbbra is a nyersanyaggyűjtés, a hadsereg kiképzése és az ellenség totális elpusztítása alkotja annak központi irányát. Az ércet (ore) vagy drágakövet (gem) a lelőhelyeik felszínéről begyűjteni képes aratóegységek a finomítóba szállítják rakományukat, amiket felhasználva a játékos kredithez jut. A kredit további épületek felhúzására illetve a szárazföldi gyalogság, páncélozott erők, a haditengerészet illetve a légierő egységeinek kiképzésére használható fel. Épületeket a játékos a három frakció számára egyaránt központi szerepet betöltő Construction Yard nevű létesítmény segítségével képes a bázis területén belül felhúzni (tehát nem lehet felderítetlen területre avagy az ellenséges bázis közepére építkezni). A gyalogságot a Barracks-ban, a járműveket illetve a helyből felszálló repülőket a War Factory-ben, míg a kétéltű légpárnásokat és a hadihajókat a Naval Shipyard-ban (Yuri esetében Submarine Pen-ben) lehet kiképezni. Mindhárom frakció rendelkezik csak rájellemző támogató illetve tömegpusztító képességekkel, amelyek általában bizonyos épületek által nyújtott technológiai szinteket elérve lehet megszerezni, ingyenes felhasználásukat követően pedig bizonyos idő leteltével automatikusan újratöltődnek. A győzelem további feltételei a pálya alapos felderítése a csökkenő nyersanyagforrásokért valamint az ellenség gazdasági növekedésének folyamatos hátráltatása a begyűjtők elpusztításával.

### Egyensúly
A játékegyensúly továbbra is kulcsszerepet játszik a sikeres hadjárat illetve többjátékos csaták alatt, ám úgy tűnik, az új frakció megjelenése komoly erőegyensúly-eltolódást okozott, mivel elmeirányító adottságai miatt nehezebb leküzdeni őt, önjáró ércfinomítói illetve fölösleges egységei összezúzásával befolyó pénzek messze hatékonyabb gazdaságot tesznek számára lehetővé. Ugyanakkor olyan támogatóképességek is megjelentek, amik mindhárom frakció számra megkönnyítik a felderítést, illetve a szuper-fegyverek okozta károk enyhítését. 

### Egyjátékos mód
A kampány alatt továbbra is csak a Szövetséges (Allied) illetve a Szovjet (Soviet) oldal vezethető (előbbiekkel leginkább a tudatkontrollálók általi károk megakadályozása, míg utóbbiakkal az áruló elmemanipulátor levadászása a központi vonal), Yuri világhódítását nem lehet levezényelni. Számtalan közismert várost és nevezetességet lehet meglátogatni a kiegészítőben, nem kevés easter egget hagyva maguk után. A kiegészítő küldetéseinek száma fejenként hét-hét, amelynek egy része nem a hagyományos bázisépítésre, hanem kommandós akcióra épül, így téve kicsit változatosabbá a végigjátszást.

### Többjátékos mód
A többjátékos módban ugyan nem kerültek be új al-frakciók, mint a szövetséges britek avagy a szovjet kubaiak, de mindkét korábbi frakció kapott új egységeket és épületeket.
- Szövetséges
  - Guardian GI – A hagyományos GI páncéltörős formája, amely továbbfejlesztett beásásával elkerülheti a járművek általi eltaposást. Nagy számban igen hatékony a páncélos- és légierő ellen, ám csak beásva használhatja másodlagos fegyverét, és lassan is mozog.
  - Navy SEAL – Speciálisan kiképzett, úszásra is képes katona, amely a gyalogság megtizedeléséhez, és az épületek felrobbantásához ért. Hátránya, hogy drága, valamint a páncélos erők ellen szinte használhatatlan.
  - Robot Tank – Elmeirányításra immunis könnyű tank, amely lebegő üzemmódjából adódóan a vízfelszín felett is képes közlekedni. Hátránya, hogy szükséges hozzá a Robot Control Center, amely ha áramhiányban szenved illetve eladják, elfoglalják vagy lerombolják, a robottankok üzemképtelenné válnak.
  - Battle Fortress – Nehéz önjáró bunker, amely saját alap géppuskája mellett további öt gyalogsági egységet képes elszállásolni, így azok a jármű belsejének biztos fedezékéből tüzelhetnek, továbbá az ellenséges falakat és járműveket el tudja taposni. Hátránya, hogy mozgása lassú, az elmeirányítás hatványozott veszélyt jelent a benne lévő gyalogság miatt, és nem tud csapatban dolgozni, például az ellenséges légierőt csak akkor támadja meg magától, ha a célpont a légvédelmi fegyverzettel rendelkező gyalogság hatósugarába kerül.
- Szovjet
  - Boris – A szovjet elitkatona, Borisz AK-47-es gépkarabélyával azonnal végezhet az ellenséges gyalogsági erőkkel, továbbá biztos távolságból MiG légicsapást hívhat az ellenséges épületekre. Hátránya, hogy a szövetséges Tányával (Tanya) ellentétben nem képes úszni, és a MiG-ek nélkül képtelen az épületeket támadni.
  - Siege Chopper – Könnyű gépágyúval, és leszálláskor használható ostromágyúval felszerelt harci helikopter. Egy tucatnyi is képes komoly fenyegetést jelenteni az ellenséges bázisra, ám hátránya, hogy ostromfegyverét csak a földön tudja használni, és időbe telik, míg azt kiemeli a géptestből, így könnyű célpontja lehet a közelébe kerülő ellenségnek.
  - Battle Bunker – Megerősített bunker, amelybe csak a hagyományos szovjet alapkatona, a Conscript szállásolható el, hogy a közönséges megszállható civil épületek illetve semleges bunkerekhez hasonlóan belülről tüzelhessen az ellenségre. Nagyon hatékony bázisvédelem, de nem lehet légvédelemre használni.
  - Industrial Plant – Ipari létesítmény, amely a páncélos, a vízi- illetve a légi egységek előállítási költségeit (és így gyártási idejét is) negyedével (-25%) csökkenti.

#### Yuri erői

Yuri, mint frakció egy általános bázisa

Yuri zászlaja

A Yuri's Revenge harmadik frakcióját maga Yuri alkotta meg, amely a Skirmish egyjátékos móddal együtt csak ebben a játékmódban érhető el. A másik két frakcióval szemben nem rendelkezik kizárólagos egyedi egységeket vagy épületeket nyújtó al-frakciókkal, de magánhadserege így is számtalan különleges vonással rendelkezik.
- Gyalogság
  - Brute – Genetikailag módosított szuper-katona, amely öklének egyetlen ütésével végezhet a közönséges gyalogossal, de igazán az ellenséges járművek ellen lett kifejlesztve. Félelmetes fizikumából adódóan nem lehet sem elgázolni, sem pedig harci kutyákkal azonnal megölni, ám csak közvetlen közelről jelent fenyegetést, és lassan is mozog.
  - Virus – Mesterlövész hölgy, amely nemcsak azonnal végez az ellenséges gyalogsággal, hanem áldozata halálát követően lassan eloszló méregfelhőt hagy maga után, amely ugyancsak veszélyes lehet az ellenségre.
  - Yuri Clone – Yuri saját magáról tervezett klónjai, akik örökölték az ő általános képességeit, de sokkal olcsóbbak is, mint a Red Alert 2-ben lévő elit egység.
  - Yuri Prime – Maga Yuri, aki egységek mellett épületek felett is képes átvenni az irányítást, elmecsapása járműveket is sebez valamint kétéltű pódiumszerkezete segítségével vízen is közlekedhet.
- Páncélozott haderő
  - Chaos Drone – M.I. irányítású négykerekű, gyors mozgású drón. Nem rendelkezik saját fegyverzettel, helyette olyan hallucinogén gázokat ereszt magából ki, amelynek hatása alatt az ellenséges egységek saját társaik ellen fordulnak. Csoportokban álló ellenségek ellen igen hatékony, hiszen a káros hatás addig marad fent, amíg a drónt meg nem semmisítik.
  - Magnetron – Idegen külsejű, mágnes-alapú ágyút használó jármű, amely az épületek nagy hatótávú rombolásán túl képes az ellenséges járműveket (vagy akár hajókat) a levegőbe emelni, így azok magatehetetlenül kivonhatóak egy időre a csatákból, a légierőt is támadni képes egységekre lehet bízni, de akár a szakadékba, vízbe vagy más jármű vagy épület fölé lehet emelni őt. Hátránya, hogy gyenge a páncélzata, és fegyverével nem képes a gyalogságot támadni.
  - Mastermind – Hatalmas emberi agyat tartalmazó közepes páncélzatú jármű, amely a yuri klónoknál is több, akár egyszerre három ellenséget is megfoszthat akaratuktól. Hátránya, hogy drága, túlterhelés esetén pedig folyamatosan sérülni fog, míg kapacitása nem csökken az ajánlott maximumra vagy az alá.
- Légierő
  - Floating Disc – A klasszikus UFO csészealj. Viszonylag hatékony lézerfegyverrel rendelkezik, ugyanakkor képes az ellenséges védelmi épületek fölé szállva leállítani azok működését, de akár egyetlen erőmű lebénításával teljes energia-leállást okozhat, továbbá az ércfinomító-épületekből kilophatja az összes elérhető kreditet. Hátránya, hogy különösen sérülékeny az ellenséges légvédelemmel szemben, a lebénított épület felől nem mozdulhat el, és nem lehet speciális tulajdonságait manuálisan kiiktatni, így igen korlátozott fenyegetést jelenthet.
- Épületek
  - Slave Miner – Rabszolgák által működtetett mobil ércfinomító-telep, amely szabadon mozoghat egyik lelőhelytől a másik felé. Önvédelem gyanánt rendelkezik gépágyúval, hátránya viszont az, hogy lassan mozog mind a jármű, mind a rabszolgái, akik automatikusan átállnak ahhoz, aki az őket rabságba tartó finomítót elpusztítják, ám nem fogják átadni a fellapátolt ércet.
  - Bio Reactor – Alap erőmű, amely képes gyalogsági egységek elszállásolásával növelni energiatermelő kapacitását.
  - Psychic Radar – A szovjet Psychic Sensor örököse, amely radarfunkciót kapott, de megőrizte azon tulajdonságát, hogy kiolvassa a teljes térkép felderítetlen részein lévő ellenséges harci egységek gondolatait, így könnyen előrejelezheti a támadásokat.
  - Grinder – Yuri nem rendelkezik javítóüzemmel, helyette elpusztítja a túlságosan sérült vagy más módon hasznavahetlennek ítélt szárazföldi egységeit, így nyerve vissza a beléjük fektetett kreditet. A meccs későbbi szakaszainál ez fontos szerepet játszhat, mikor már alig lehet ércet találni a térképen.
  - Cloning Vat – A szovjetektől szerzett klónozótartályos támogatóépület, amely minden, a Barracks-ban kiképzett gyalogsági egység mellé ingyen ad még egyet.
  - Tank Bunker – Speciális védelmi épület, amibe egy tankot lehet elszállásolni, így az onnan tüzelhet az ellenségre. A bunker védelmet nyújt a hagyományos felszíni fegyverekkel szemben, ám a célzott légicsapások vagy területre ható támadások végezhetnek a mozgásképtelen járművel, továbbá csak olyan egységek mehetnek bele, amelyek mérete megfelelő, lánctalpasak és forgó tanktoronnyal rendelkeznek.
  - Psychic Tower – Szintén a szovjetektől zsákmányolt tudomány; a komplett városok vagy bázisok feletti uralmat biztosító Psychic Beacon egyszerűbb, ám gyorsabban és olcsóbban felépíthető változata. A torony képes átvenni a hatalmat maximum három ellenséges szárazföldi egység felett, de a Mastermind-del szemben nem lépheti túl ezt a limitet, ezért nagy szüksége van a Grinder aprítómunkájára. További hátránya, hogy a hagyományos agykontrollhoz hasonlóan ez sem képes átvenni az irányítást az állatokon, a légi- és elit gyalogsági egységek felett, valamint hogyha megszűnik az áramszolgáltatást, az összes irányítása alá került egység azonnal felszabadul.
  - Genetic Mutator – A frakció másodlagos szuper-fegyvere, amellyel a térkép bármely pontján lévő baráti vagy ellenséges gyalogost genetikailag átalakítja saját oldalunkra álló brute-vé. Nagyon hatékony módja a kreditszerzésnek, ha a Slave Miner által ingyen előállított rabszolgákon alkalmazva a darálóba hajtják a kapott egységeket, ám csak az emberi gyalogsági egységeket képes átalakítani, a harci kutyákat, a delfineket és az óriás tintahalakat azonnal megöli, a páncélos járművekre és hajókra pedig semmiféle hatással nincs.
  - Psychic Dominator – A kampány központi vonalában szereplő technológia, és természetesen Yuri elsődleges szuper-fegyvere. Használata során a térkép bármely pontján lévő ellenséges egységek egy kisebb csoportja felett át lehet venni az irányítást. A hagyományos agykontrollal szemben a hatás végleges, tehát akkor is Yuri oldalán fognak állni a korábbi ellenséges egységek, ha maga az épület elpusztul, továbbá olyan erős pszi-hullámot kelt, amely a közeli épületekben is súlyos károkat okozhat, vagy akár le is rombolhatja azokat. A gépi M.I. minden esetben igyekszik a fegyvert annak fő tulajdonsága szerint használni, így – szemben a többi szuper-fegyverrel – csak akkor jelent igazán nagy veszélyt, ha a játékos két-három egységet túl közel tart egymás mellett. A játékos számára is ideális lehet, hiszen a gép minden nehézségi fokozaton több alkalmat (gyalogsági őrjáratok vagy -statikus védelmi állások; a War Factorynál parkoló egységek stb) is felkínál arra, hogy kisebb-nagyobb csapatok felett vegye át a hatalmat, miközben komoly pusztítást is végezhet a bázisán.